# 博克斯埃爾德縣
博克斯埃爾德縣（英語：Box Elder County）是美国犹他州西北部的一個縣，北鄰爱达荷州，西鄰内华达州，面積6,708平方公里。根據2020年人口普查，博克斯埃爾德縣共有人口57,666人。博克斯埃爾德縣的縣治和最大城市均為布里格姆城（Brigham City）。
博克斯埃爾德縣位於大盐湖北端，佔有不少猶他州與愛達荷州及內華達州的邊界。博克斯埃爾德縣的土地主要以大片大片的荒蕪沙漠和高海拔的山林組成。博克斯埃爾德縣位於布里格姆市都會區內，以及盐湖城-奧格登-克利爾菲爾聯合統計區內。
博克斯埃爾德縣成立於1856年。縣名來自當地盛產的梣叶槭。

## 地理

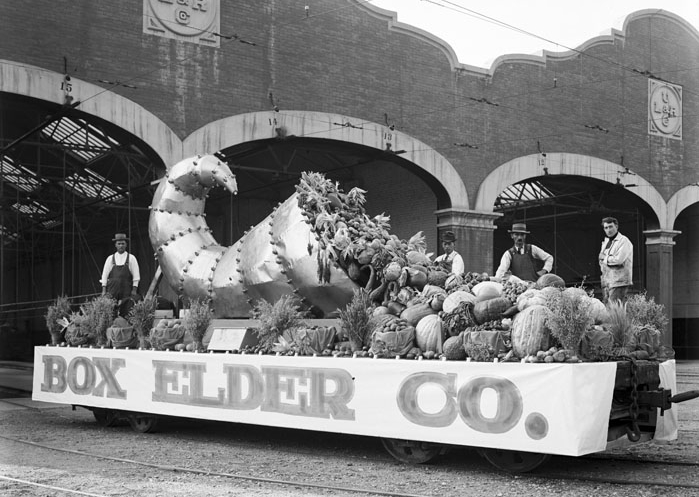
博克斯埃爾德縣花車（攝於1912年）

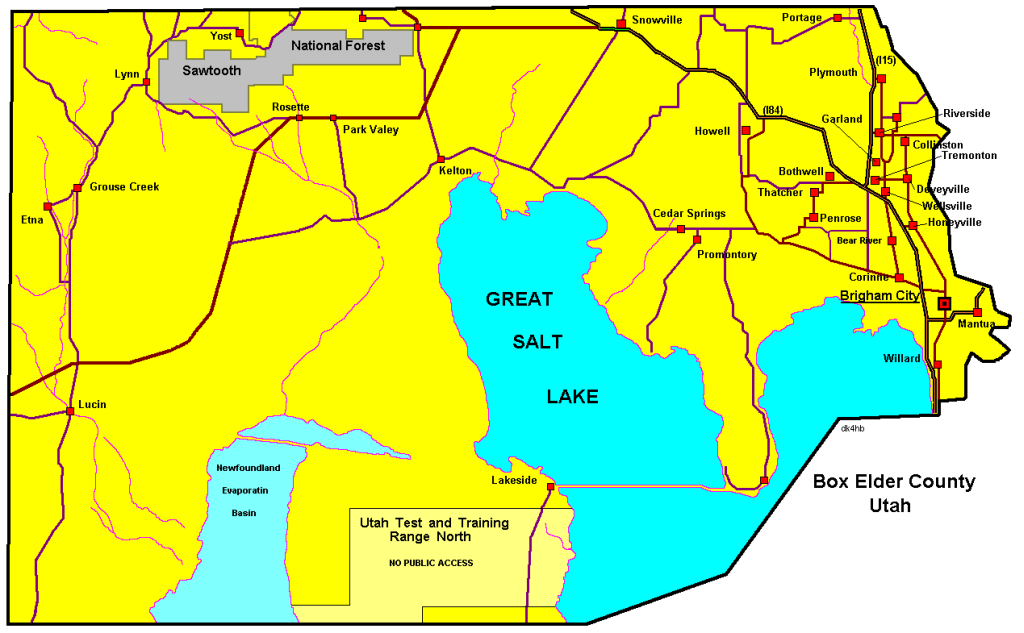
博克斯埃爾德縣詳細地圖

根據2000年人口普查，博克斯埃爾德縣總面積為6,729平方英里（17,430平方），其中有5,723平方英里（14,820平方），即85.05%為陸地；1,006平方英里（2,606平方），即14.95%為水域。博克斯埃爾德縣既是州中面積第四大的縣份，亦是美國面積第33大縣份。
博克斯埃爾德縣的東部為瓦萨奇山脈的分支韋爾斯維爾山脈，而西部則主要為無人居住的沙漠地區。大鹽湖位於博克斯埃爾德縣南部。15號州際公路貫穿博克斯埃爾德縣東部，並於布里格姆市與84號州際公路交接。

### 毗鄰縣
- 卡什縣：東方
- 韋伯縣：東南方
- 圖埃勒縣：南方
- 内华达州 埃爾科縣：西方
- 爱达荷州 喀細亞縣：北方
- 愛達荷州 奧奈達縣：北方

### 國家保護區
- 熊河候鳥保護區（英语：Bear River Migratory Bird Refuge）
- 金穗國家歷史遺址（英语：Golden Spike National Historical Park）
- 卡里布-塔基国家森林（部分）
- 锯齿国家森林（部分）
- 瓦萨奇-卡什国家森林（部分）

## 人口
| 调查年      | 人口   | 备注 | %±     |
| ----------- | ------ | ---- | ------ |
| 1860        | 1,608  |      | —      |
| 1870        | 4,855  |      | 201.9% |
| 1880        | 6,761  |      | 39.3%  |
| 1890        | 7,642  |      | 13.0%  |
| 1900        | 10,009 |      | 31.0%  |
| 1910        | 13,894 |      | 38.8%  |
| 1920        | 18,788 |      | 35.2%  |
| 1930        | 17,810 |      | −5.2%  |
| 1940        | 18,832 |      | 5.7%   |
| 1950        | 19,734 |      | 4.8%   |
| 1960        | 25,061 |      | 27.0%  |
| 1970        | 28,129 |      | 12.2%  |
| 1980        | 33,222 |      | 18.1%  |
| 1990        | 36,485 |      | 9.8%   |
| 2000        | 42,745 |      | 17.2%  |
| 2010        | 49,975 |      | 16.9%  |
| [ 5 ] [ 6 ] |        |      |        |

根據2000年人口普查，博克斯埃爾德縣擁有49,975居民、16,058住戶和12,891家庭。其人口密度為每平方英里8.73居民（每平方公里3.37居民）。博克斯埃爾德縣擁有17,326間房屋单位，其密度為每平方英里3.03間（每平方公里1.17間）。博克斯埃爾德縣的人口是由91.77%白人、0.34%黑人、0.82%土著、0.89%亞洲人、0.17%太平洋岛民、3.77%其他種族和2.24%混血构成。而西班牙裔或拉丁美洲人佔了人口7.18%。
在16,058住户中，有41.32%擁有一個或以上的兒童（18歲以下）、67.44%為夫妻、8.69%為單親家庭、19.72%為非家庭、17.16%為獨居、7.39%住戶有同居長者。平均每戶有3.09人，而平均每個家庭則有3.50人。在12,405居民中，有36.60%為20歲以下、5.55%為20至24歲、25.37%為25至44歲、21.35%為45至64歲以及11.13%為65歲以上。人口的年齡中位數為30.6歲，每100個女性就有101.59個男性。而每100個成年女性（18歲以上）就有96.61個成年男性。